# Zosteria nigrifemorata
Zosteria nigrifemorata är en tvåvingeart som beskrevs av Daniels 1987. Zosteria nigrifemorata ingår i släktet Zosteria och familjen rovflugor. Inga underarter finns listade i Catalogue of Life.